# Elisa Gaspari
Elisa Gaspari (26 agosto 1988) è una calciatrice italiana, di ruolo attaccante.

## Palmarès
- Campionato italiano di Serie B: 1

Orobica: 2017-2018